# Ischnura armeniaca
Ischnura armeniaca – gatunek ważki z rodziny łątkowatych (Coenagrionidae). Endemit Nowej Gwinei, znany tylko z okazów typowych odłowionych w 1938 roku na czterech stanowiskach w Górach Centralnych.